# FALLING INTO YOU
『FALLING INTO YOU』（フォーリング・イントゥ・ユー=あなたに落ちていく）は、1996年3月11日に発売されたセリーヌ・ディオンのアルバム。英語盤では4枚目、通算21枚目である。本国ではFalling into Youと表記されるが、日本盤では全て大文字で表記される。
グラミー賞最優秀アルバム賞や、グラミー賞最優秀ポップボーカルアルバム賞など、世界中で多くの賞を受賞した。またディオンは1997年4月17日にモナコで行われたWorld Music Awardsに出席し、Best-selling Canadian female singer、Best-selling artist (全ジャンル)、Best-selling Pop artistの三つの賞を受賞した。1996年には2500万枚を販売し、これまで世界中で3200万枚以上を販売した。

## 音楽性
このアルバムでディオンは人気に火が点き、彼女の音楽のさらなる可能性を示した。このアルバムにはオーケストラ・フリル、アフリカ詠唱、バイオリン、スペインギター、トロンボーン、カバキーニョ、サクソフォーンなどの楽器で新しい音を引き出し、そこから様々なジャンルの曲を収録するなど、より大衆受けするアルバムとしての傾向がある。打楽器が多用されたタイトルトラックと「リヴァー・ディープ、マウンテン・ハイ」（ティナ・ターナーのカヴァー）、ピアノなどの古典楽器に依存はしているもののソフト・ロックである「イッツ・オール・カミング・バック・トゥ・ミー・ナウ」（ジム・スタインマンの曲のリメイク）とエリック・カルメンのリメイク「オール・バイ・マイセルフ」、映画「アンカーウーマン」の主題歌に使用されたバラード「ビコーズ・ユー・ラヴド・ミー」などシングルも多種多様である。「ビコーズ・ユー・ラヴド・ミー」は1996年のアカデミー賞最優秀主題歌賞とグラミー賞にノミネートされ、ディオンは双方の授賞式に出席し歌を披露した。またこのアルバムには アレサ・フランクリンの「（ユー・メイク・ミー・フィール・ライク）ア・ナチュラル・ウーマン」とマリー・クレール・デュバルドの「フォーリング・イントゥ・ユー」のカヴァーがそれぞれ収録されている。
「イフ・ザッツ・ホワット・イット・テイクス」、「アイ・ドント・ノウ」、「フライ」はそれぞれフランス語アルバム「フレンチ・アルバム」の収録曲で、歌詞を英語に編曲したものである。

## プロモーション
その後ディオンは1996年のアトランタオリンピック開会式で10万人以上のスタジアムの観衆と、世界中の35億人のテレビ視聴者の前で「パワー・オブ・ザ・ドリーム」を歌い、彼女の世界の檜舞台での地位はさらに高まった。またその時セリーヌ・ディオンは、カナダ人選手を応援するため臨時にカナダチームに寄付した。アジアとオーストラリアのいくつかのFALLING INTO YOUの限定版にこの歌のライヴ音源が収録されている。スタジオ音源はベストアルバム「ザ・スペシャル・ベスト」に収録されている。
そしてディオンはこのアルバムをサポートアルバムにライブツアー「FALLING INTO YOU ツアー」を行った 。

### シングル
1995年、日本での1位獲得シングル「トゥ・ラヴ・ユー・モア」が発売され、100万枚以上を売り上げた。その結果セリーヌ・ディオンは、日本のオリコンシングルチャートにおいて洋楽アーティストとして12年ぶりに首位を獲得したアーティストとなった。。1996年には、アメリカ1位獲得シングル「ビコーズ・ユー・ラヴド・ミー」が発売される。その他、このアルバムからのヒットシングルとしては「イッツ・オール・カミング・バック・トゥ・ミー・ナウ」や「オール・バイ・マイセルフ」があり、どちらともビルボードホット100においてトップ5を記録している。また、北米とアジア以外ではタイトルトラックがビコーズ・ユー・ラヴド・ミー以後このアルバムからの最初のシングルとして発売されている。他にもこのアルバムからは4つのシングルが発売された。

## 収録曲
| #   | タイトル                                               | 作詞・作曲                                                               | プロデュース                                             | 時間 |
| --- | ------------------------------------------------------ | ------------------------------------------------------------------------ | -------------------------------------------------------- | ---- |
| 1.  | 「イッツ・オール・カミング・バック・トゥ・ミー・ナウ」 | ジム・スタインマン                                                       | ジム・スタインマン、スティーヴン・リンコフ、ロイ・ビタン | 7:37 |
| 2.  | 「ビコーズ・ユー・ラヴド・ミー」                       | ダイアン・ウォーレン                                                     | デイヴィッド・フォスター                                 | 4:33 |
| 3.  | 「フォーリング・イントゥ・ユー」                       | ビリー・スタインバーグ、リック・ノウェルズ、マリー・クレール・デュバルド | スタインバーグ、ノウェルズ                               | 4:18 |
| 4.  | 「メイク・ユー・ハッピー」                             | アンディ・マーベル                                                       | リック・ウエイク                                         | 4:31 |
| 5.  | 「セデュセス・ミー」                                   | ダン・ヒル、ジョン・シェアード                                           | ヒル、ジョーンズ、リック・ハーン                         | 3:46 |
| 6.  | 「オール・バイ・マイセルフ」                           | エリック・カルメン、セルゲイ・ラフマニノフ                               | フォスター、ジョン・フィールズ                           | 5:12 |
| 7.  | 「デクラレーション・オブ・ラヴ」                       | マイケル・ジェイ、クロード・ゴーデット                                   | ウエイク                                                 | 4:20 |
| 8.  | 「ドリーミン’オブ・ユー」                              | アルド・ノヴァ、ピーター・バーボー                                       | ノヴァ                                                   | 5:07 |
| 9.  | 「アイ・ラヴ・ユー」                                   | ノヴァ                                                                   | ウンベルト・ガティーカ、ジャン=ジャック・ゴールドマン    | 5:30 |
| 10. | 「イフ・ザッツ・ホワット・イット・テイクス」           | フィル・ガルドストン、ゴールドマン                                       | ガティーカ、ゴールドマン                                 | 4:12 |
| 11. | 「アイ・ドント・ノウ」                                 | ガルドストン、ゴールドマン、J・カプラー                                  | スタインマン、リンコフ                                   | 4:38 |
| 12. | 「リヴァー・ディープ、マウンテン・ハイ」               | フィル・スペクター、ジェフ・バリー、エリー・グリニッチ                   | スタインマン                                             | 4:10 |
| 13. | 「コール・ザ・マン」                                   | アンディ・ヒル、ピート・シンフィールド                                   | スタインマン、リンコフ、ボヴァ                           | 6:08 |
| 14. | 「フライ」                                             | ガルドストン、ゴールドマン                                               | ガティーカ、ゴールドマン                                 | 2:58 |

| #   | タイトル                   | 作詞・作曲                                   | 時間 |
| --- | -------------------------- | -------------------------------------------- | ---- |
| 15. | 「ユア・ライト」           | ノヴァ                                       | 5:12 |
| 16. | 「トゥ・ラヴ・ユー・モア」 | デイヴィッド・フォスター、ジュニア・マイルズ | 5:28 |

| #   | タイトル                                                             | 作詞・作曲                                                   | 時間 |
| --- | -------------------------------------------------------------------- | ------------------------------------------------------------ | ---- |
| 15. | 「（ユー・メイク・ミー・フィール・ライク）ア・ナチュラル・ウーマン」 | ジェリー・ウェクスラー、ジェリー・ゴフィン、キャロル・キング | 3:40 |
| 16. | 「トゥ・ラヴ・ユー・モア」                                           | フォスター、マイルズ                                         | 5:28 |

| #   | タイトル                                                             | 作詞・作曲                     | 時間 |
| --- | -------------------------------------------------------------------- | ------------------------------ | ---- |
| 8.  | 「（ユー・メイク・ミー・フィール・ライク）ア・ナチュラル・ウーマン」 | ウェクスラー、ゴフィン、キング | 3:40 |
| 14. | 「ユア・ライト」                                                     | ノヴァ                         | 5:12 |

| #   | タイトル         | 作詞・作曲 | 時間 |
| --- | ---------------- | ---------- | ---- |
| 15. | 「ユア・ライト」 | ノヴァ     | 5:12 |

| #   | タイトル                                                             | 作詞・作曲                               | 時間 |
| --- | -------------------------------------------------------------------- | ---------------------------------------- | ---- |
| 15. | 「（ユー・メイク・ミー・フィール・ライク）ア・ナチュラル・ウーマン」 | ウェクスラー、ゴフィン、キング           | 3:40 |
| 16. | 「Sola Otra Vez」                                                    | カルメン、ラフマニノフ、マニー・ベニート | 5:12 |

| #  | タイトル                                                                                 | 作詞・作曲                                                                                             | 時間 |
| -- | ---------------------------------------------------------------------------------------- | --- | ---- |
| 1. | 「パワー・オブ・ザ・ドリーム」                                                           | フォスター、ケネス・エドモンズ、リンダ・トンプソン                                                     | 4:31 |
| 2. | 「ユア・ライト」                                                                         | ノヴァ                                                                                                 | 5:12 |
| 3. | 「イッツ・オール・カミング・バック・トゥ・ミー・ナウ」(クラシック・パラダイス・ミックス) | スタインマン                                                                                           | 8:15 |
| 4. | 「パワー・オブ・ラヴ」(ライヴ)                                                           | キャンディー・デルージュ、グンター・メンデ、メアリー・スーザン・アップルゲート、ジェニファー・ラッシュ | 4:45 |
| 5. | 「リヴァー・ディープ、マウンテン・ハイ」(ライヴ)                                         | スペクター、バリー、グリニッチ                                                                         | 3:29 |

| #  | タイトル                         | 作詞・作曲                         | 時間 |
| -- | -------------------------------- | ---------------------------------- | ---- |
| 1. | 「ビコーズ・ユー・ラヴド・ミー」 | ウォーレン                         | 4:33 |
| 2. | 「アイ・ドント・ノウ」           | ガルドストン、ゴールドマン         | 4:38 |
| 3. | 「愛をふたたび」                 | ゴールドマン                       | 4:14 |
| 4. | 「バレー」                       | ゴールドマン                       | 4:25 |
| 5. | 「パワー・オブ・ザ・ドリーム」   | フォスター、エドモンズ、トンプソン | 4:31 |

| #  | タイトル                                       | 作詞・作曲                                             | 時間 |
| -- | ---------------------------------------------- | ------------------------------------------------------ | ---- |
| 1. | 「ベイビー・ダウン」(ライヴ)                   | アーニー・ロマン、デサルボ                             | 4:01 |
| 2. | 「ラヴ・キャン・ムーヴ・マウンテンズ」(ライヴ) | ウォーレン                                             | 4:53 |
| 3. | 「イフ・ユー・アスクト・ミー・トゥ」(ライヴ)   | ウォーレン                                             | 3:55 |
| 4. | 「オンリー・ワン・ロード」(ライヴ)             | ピーター・ジッゾ                                       | 4:49 |
| 5. | 「シンク・トワイス」(ライヴ)                   | ヒル、シンフィールド                                   | 4:47 |
| 6. | 「パワー・オブ・ラヴ」(ライヴ)                 | デルージュ、メンデ、スーザン・アップルゲート、ラッシュ | 5:43 |

## 発売日
| 地域           | 日付          | レーベル                                      | 規格    | 品番        |
| -------------- | ------------- | --------------------------------------------- | ------- | ----------- |
| オーストラリア | 1996年3月8日  | ソニー・ミュージック、エピック、550           | CD      | 4837922     |
| ヨーロッパ     | 1996年3月11日 | ソニー・ミュージック、コロムビア              | CD      | 4837922     |
| アメリカ       | 1996年3月12日 | エピック、550                                 | CD      | 67541       |
| カナダ         | 1996年3月12日 | ソニー・ミュージック、コロムビア              | CD      | 67541       |
| 日本           | 1996年3月14日 | ソニー・ミュージック・ジャパン、エピック、550 | CD      | ESCA-6410   |
| オーストラリア | 1997年1月20日 | ソニー・ミュージック、エピック、550           | 2枚組CD | 6629669     |
| 韓国           | 1997年1月20日 | ソニー・ミュージック、コロムビア              | 2枚組CD | CP2K-1784   |
| ヨーロッパ     | 2009年10月2日 | ソニー・ミュージック、コロムビア              | 2枚組CD | 88697593672 |